# Okres Ilava
Okres Ilava je jedním z okresů Slovenska. Leží v Trenčínském kraji, v jeho severní části. Na severu hraničí s Českou republikou, okresy Púchov, Považská Bystrica a Žilina, na jihu s okresem Trenčín a Prievidza.
Sídlo okresu, Ilava, je s přibližně 5 500 obyvateli druhým nejmenším okresním městem na Slovensku. Největším městem okresu je Dubnica nad Váhom, ve které žije přibližně 22 tisíc (tedy asi 4× tolik, co Ilava) a je tak paradoxně největším slovenským městem, které není městem okresním. Větší než Ilava je i Nová Dubnica. Pravděpodobným důvodem pro umístění sídla okresu do Ilavy je fakt, že Ilava je na rozdíl od Dubnice historickým centrem území, zatímco Dubnica vděčí za svou velikost poválečnému průmyslovému rozmachu.